# أوكتا
أوكتا (بالإنجليزية: OKTA، سابقا Saasure ) شركة أمريكية لإدارة الهوية والوصول تأسست في عام 2009 ومقرها سان فرانسيسكو. توفر برنامجا سحابيًا يساعد الشركات على إدارة وتأمين مصادقة المستخدم في التطبيقات، وتوفر للمطورين الوسائل لمراقبة الهوية ضمن التطبيقات، وخدمات الويب (الإنترنت)، والمواقع والأجهزة. يعود تاريخ عرضها العامّ الأولي إلى سنة 2017.

## المنتجات والخدمات

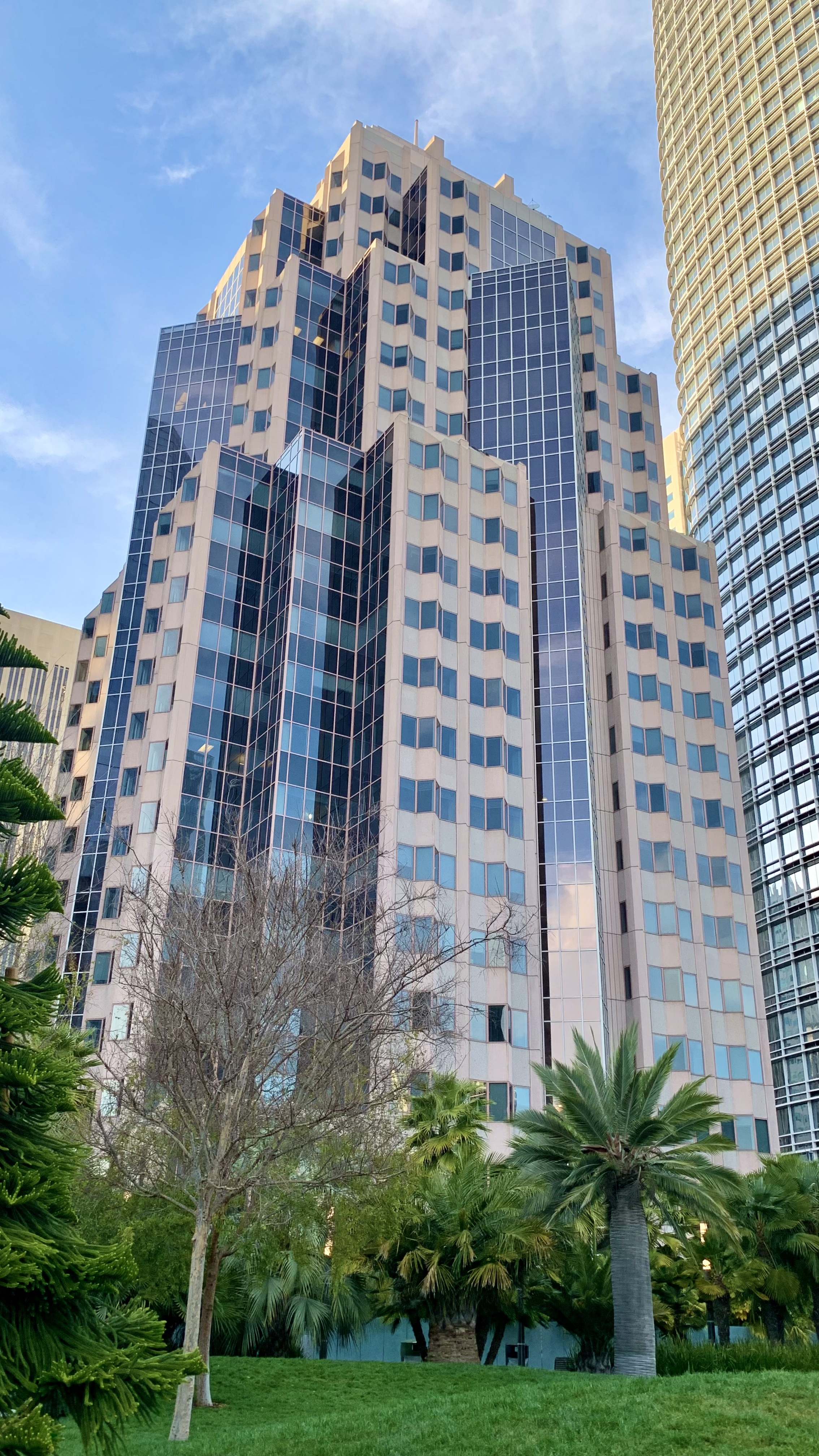
مبنى 100 فيرست بلازا مقر الشركة.

تبيع أوكتا عدة منتجات منها ذلك الدخول الموحد، والدليل العالمي، وحلول وصول تمكن الموظفين أو العمال من استعمال شبكات منعدمة أو صفرية الثقة، وإدارة الوصول إلى واجهة برمجة التطبيقات، والمصادقة، وإدارة المستخدم، وتكامل أو إدماج تبادل البيانات في إطار ما يعرف بـ من شركة إلى شركة (B2B) بين الشركات، والمصادقة متعددة العوامل، وإدارة دورة الحياة، وبوابة الوصول.
من أجل تقديم خدماتها تستخدم أوكتا سحابة أمازون المعروفة بخدمات الويب أو الإنترنت لأمازون.

## المكاتب
يقع المقر الرئيسي لأوكتا في سان فرانسيسكو. كما أن لديها مكاتب في كل من أمستردام، برشلونة، سياتل، بوينس ايرس، شيكاغو، دبلن، فرانكفورت، لندن، باريس، وسنغافورة.

## التاريخ
تم تأسيس أوكتا في عام 2009 بواسطة تود ماكينون (Todd McKinnon) و فريدريك كيرست Frederic Kerrest ، اللذين عملا معًا سابقًا لدى شركة  سيلز فورس (Salesforce).

## الحوادث الأمنية
في 9 مارس 2021، اخترقت مجموعة القرصنة الجماعية "Advanced Persistent Threat 69420" الشبكة المكتبية لأوكتا باستغلال  ثغرة أمنية في إعداد كاميرات المراقبة التابعة  لشركة فيركادا (Verkada). تمكن القراصنة من تنزيل لقطات أمنية من الكاميرات. كما كشفت أوكتا أن القراصنة المتسللين قد تمكنوا من الوصول إلى جذر نظام تشغيل الكاميرات مما يمكنهم من تنفيذ أي أوامر داخل شبكة أوكتا. واعترفت شركة كلاود فلير (Cloudflare)  بأن اختراقًا مماثلًا من قبل المجموعة على شبكة الشركة قد منحهم هذا المستوى من الوصول ثم أعلنت أوكتا أن التهديد تم احتواؤه في شبكة منعزلة.
في 22 مارس 2022، نشرت مجموعة القرصنة $LAPSUS لقطات شاشة تدعي أنها من أنظمة أوكتا الداخلية. في اليوم التالي، خلصت أوكتا إلى أنه من المحتمل أن يطال أثر الاختراق 366 من بيانات عملائهم كحد أقصى، مشيرًا إلى أن الإختراق تم من خلال جهاز كمبيوتر يستخدمه أحد مهندسي شركة أمريكية (متخصصة في خدمات الاستعانة بمصادر خارجية) تزود أوكتا بوظائف دعم العملاء.